# Корал-Гейблз
Корал-Гейблз, Корал-Гейблс (англ. Coral Gables) — місто (англ. city) в США, в окрузі Маямі-Дейд на південному сході штату Флорида, на узбережжі Атлантичного океану, південно-західне передмістя Маямі. Населення — 49 248 осіб (2020). Місто входить до агломерації Маямі-Форт-Лодердейл-Помпано-Біч з загальним населенням 5 547 051 особа (2009 рік).
Корал-Гейблз є спланованим містом закритих житлових сусідств для заможних.
Тут працює Університет Маямі з 16 тисячами студентів (заснований 1925 року) та Мистецький музей Лоу (заснований 1950 року).
Корал-Гейблз зв'язаний з Маямі легким метро Метрорейл.

## Географія

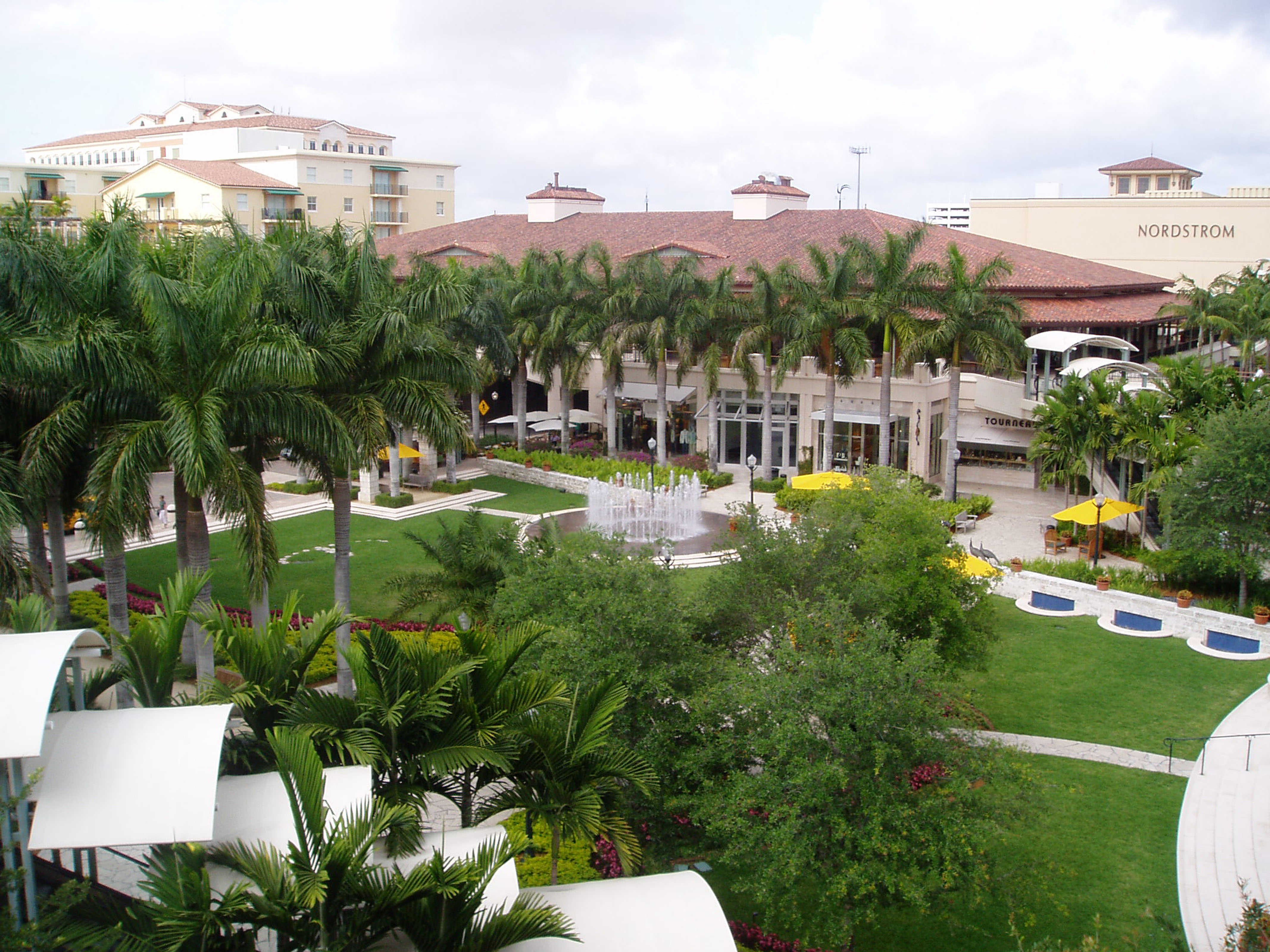
Вілладж Мерик-Парк

Корал-Гейблз розташований за координатами 25°40′43″ пн. ш. 80°15′26″ зх. д. / 25.67861° пн. ш. 80.25722° зх. д. (25.678639, -80.257272).  За даними Бюро перепису населення США в 2010 році місто мало площу 96,65 км², з яких 33,46 км² — суходіл та 63,19 км² — водойми.

## Демографія
Згідно з переписом 2010 року, у місті мешкало 46 780 осіб у 17 946 домогосподарствах у складі 11 192 родин. Густота населення становила 484 особи/км².  Було 20266 помешкань (210/км²).
Расовий склад населення:
| - 91,0 % — білих - 3,0 % — чорних або афроамериканців - 2,7 % — азіатів - 0,1 % — корінних американців - 1,4 % — осіб інших рас |

До двох чи більше рас належало 1,8 %. Частка іспаномовних становила 53,6 % від усіх жителів.
За віковим діапазоном населення розподілялося таким чином: 17,9 % — особи молодші 18 років, 66,5 % — особи у віці 18—64 років, 15,6 % — особи у віці 65 років та старші. Медіана віку мешканця становила 38,8 року. На 100 осіб жіночої статі у місті припадало 89,7 чоловіків;  на 100 жінок у віці від 18 років та старших — 87,2 чоловіків також старших 18 років.
Середній дохід на одне домашнє господарство  становив 151 808 доларів США (медіана — 93 934), а середній дохід на одну сім'ю — 196 869 доларів (медіана — 131 520). Медіана доходів становила 84 529 доларів для чоловіків та 53 517 доларів для жінок. За межею бідності перебувало 7,6 % осіб, у тому числі 5,3 % дітей у віці до 18 років та 8,5 % осіб у віці 65 років та старших.
Цивільне працевлаштоване населення становило 24 594 особи. Основні галузі зайнятості: освіта, охорона здоров'я та соціальна допомога — 26,1 %, науковці, спеціалісти, менеджери — 19,7 %, фінанси, страхування та нерухомість — 12,8 %, роздрібна торгівля — 7,7 %.

## Відомі особистості
У поселенні померла:
- Доріс Доусон (1905—1986) — американська кіноакторка.